# (5320) Lisbeth
(5320) Lisbeth – planetoida z pasa głównego asteroid okrążająca Słońce w ciągu 5,58 lat w średniej odległości 3,14 au Odkryli ją Poul Jensen, Karl Augustesen i Hans Jørn Fogh Olsen 14 listopada 1985 roku w Obserwatorium Brorfelde. Nazwa planetoidy pochodzi od Lisbeth Fogh Olsen – córki trzeciego z odkrywców, absolwentki astronomii na Uniwersytecie Kopenhaskim. Przed nadaniem nazwy planetoida nosiła oznaczenie tymczasowe (5320) 1985 VD.